# Distrito electoral de Crab Orchard (condado de Williamson, Illinois)
Crab Orchard (en inglés: Crab Orchard Precinct) es un distrito electoral ubicado en el condado de Williamson en el estado estadounidense de Illinois. En el Censo de 2010 tenía una población de 1380 habitantes y una densidad poblacional de 14,38 personas por km².

## Geografía
Según la Oficina del Censo de los Estados Unidos, tiene una superficie total de 95.97 km², de la cual 93.41 km² corresponden a tierra firme y (2.67%) 2.56 km² es agua.

## Demografía
Según el censo de 2010, había 1380 personas residiendo. La densidad de población era de 14,38 hab./km². De los 1380 habitantes, estaba compuesto por el 98.26% blancos, el 0.43% eran afroamericanos, el 0.29% eran amerindios, el 0.22% eran asiáticos, el 0% eran isleños del Pacífico, el 0.14% eran de otras razas y el 0.65% pertenecían a dos o más razas. Del total de la población el 0.58% eran hispanos o latinos de cualquier raza.